# بازگشت زوجین
بازگشت زوجین (کره‌ای: 고백부부; لاتین‌نویسی اصلاح‌شده: Gobaekbubu) یک مجموعهٔ تلویزیونی کره جنوبی سال ۲۰۱۷ با بازی سون هو جون و جانگ نا-را است. این مجموعه از ۱۳ اکتبر تا ۱۸ نوامبر ۲۰۱۷، روزهای جمعه و شنبه ساعت ۲۳:۰۰ (کی‌اس‌تی) از کی‌بی‌اس۲ برای ۱۲ قسمت پخش شد.
این مجموعه بر پایهٔ وب‌تون یه بار دیگه انجامش بده اثر هونگ سونگ پیو (میتی) و کیم هه یون (گوگو) است که در سال ۲۰۱۶ منتشر شد.